# Орлиные скалы (Сочи)
Орли́ные или Бе́лые ска́лы — рекреационный объект, расположенный на территории Мацестинского лесничества Сочинского национального парка в Хостинском районе города Сочи Краснодарского края в России. Орлиные скалы располагаются вдоль правого берега реки Агура, в 2 километрах от её устья, вблизи Агурских водопадов.
Абсолютно вертикальные обрывы высотой 125 метров над уровнем реки и 379 метров над уровнем моря, покрытые светлым известняком и жёлтым песчаником (отчего и зовутся Белыми). На их вершинах растут сосны, дубы, грабинники. В окрестностях Орлиных скал известно несколько карстовых пещер, самая крупная из них находится на глубине 15 метров.
С вершины открывается вид на горы Чугуш (3238 м), Ачишхо (2391 м), Псеашхо (3257 м), Сахарная голова (1550 м) и хребет Аибга (высшая точка — 2462 м). Подняться на Орлиные скалы можно либо со стороны старой Мацесты, либо из Агурского ущелья, от места, где приток Агурчик впадает в реку Агуру.

## Легенды

Скульптура «Прометей»

Древняя легенда коренных жителей Черноморского побережья Кавказа, связанная с Орлиными скалами, перекликается с древнегреческим мифом о Прометее. Согласно местному сказанию, именно к этим скалам был прикован герой, который вопреки воле верховного бога Зевса похитил огонь для людей. Как и в древнегреческом мифе, прикованный Прометей был обречён на непрекращающиеся мучения: к нему каждый день прилетал орёл и выклёвывал печень, которая снова отрастала. Однако далее местная легенда расходится с древнегреческой. Стражем непокорного героя был бог Ахын — покровитель скотоводства и всей территории Черноморского побережья Кавказа, который обитал на вершине горы Ахун, расположенной напротив Орлиных скал. Он зорко следил за исполнением жестокого приговора, но местная девушка по имени Агура не осталась равнодушной к страдальцу и каждый день, скрываясь от всевидящего ока Ахын, приносила воду герою, чтобы облегчить его мучения. Но однажды ей не удалось остаться незамеченной и разгневанный бог превратил её в горную реку, бегущую у подножия скалы.
Фактически, Орлиные скалы не видны со стороны моря, что противоречит утверждению легенды о хорошей обозримости места «отбывания срока наказания» Прометея. Да, и такой грозный страж, как Ахын, не мог не оставить следа в классическом древнегреческом варианте легенды. Поэтому, помещение Прометея на Орлиные скалы следует признать версией более поздней, связанной, скорее, с привлечением туристов к этому, и так популярному, месту.
В 1998 году на вершине Орлиных скал у самого обрыва была уставлена скульптура Прометею работы омского скульптора Александра Капралова.
По легенде, именно к этим скалам был прикован Прометей.